# Пальмовая гавайская цветочница
Пальмовая гавайская цветочница, или черновенечная гавайская цветочница, или ула-аи-хаване (лат. Ciridops anna) — вымерший вид птиц подсемейства гавайские цветочницы, эндемик острова Гавайи. Он был открыт в 1859 году, а описан в 1878 году юристом, а позднее губернатором Гавайев Сэнфордом Доулом (1844—1926), который назвал его в честь своей жены Анны Кейт Доул. Жители Гавайев называли птицу ула-аи-хаване, что означало «красная птица, которая питается ягодами хаване».

## Описание
Пальмовая гавайская цветочница достигала длины 12,5 см. Она была внешне похожа на зяблика с коротким толстым клювом. Верхушка головы и затылок были серебристо-серого цвета. Лоб, клюв и уздечка были чёрного цвета. Горло и боковые стороны головы были чёрного цвета с серыми крапинами. Спина была коричневатого цвета. Хвост, крылья и грудь были чёрными. Кроющие крыльев, брюхо и гузка были красного цвета. Глаза были коричневые, а ноги розово-коричневые.

## Образ жизни
Пальмовая гавайская цветочница жила в округах Кона и Хило и Кохала главного острова Гавайев. Орнитолог Роберт Перкинс описывал вид как робкую, трудноуловимую птицу. Вид населял леса в холмистой и горной местности и питался ягодами и нектаром цветов дерева хаване (Pritchardia spp).

## Вымирание
О причинах вымирания вида известно мало. Уже при его открытии он описывался как редкий. Вероятно, количественное уменьшение ассортимента питания сыграло важную роль, так как много видов растений рода Pritchardia либо вымерли, либо стали очень редкими. Последний экземпляр птицы был добыт коллекционером птиц 20 февраля 1892 года у реки Awini в округе Кохала. В 1937 году орнитолог Джордж Кэмпбелл Монро, возможно, видел экземпляр этого вида, но позже он не был уверен, что это была действительно пальмовая гавайская цветочница. Сегодня в музеях Гарварда, Гонолулу, Нью-Йорка и Лондона имеется всего 5 экземпляров этой птицы.